# Puente de Lidingö
El puente de Lidingö (en sueco: «Lidingöbron») es el nombre de dos puentes históricos existentes a través del estrecho de Lilla Värtan entre el territorio de Norra Djurgården en Ropsten, en la parte oriental de Estocolmo, y la isla de Lidingö. 

## Historia

### El primer puente
En una reunión parroquial en 1802, una época en la que la región era generalmente agrícola, los habitantes de Lidingö decidieron abrir una empresa para realizar un puente flotante que conectara la isla con Estocolmo. Se tuvieron que redimir las 50 acciones de la empresa contribuyendo al proyecto con madera, trabajo o dinero. El puente se terminó en 1803; casi 800 metros de largo, 7 de ancho y financiado por peajes. Fue uno de los puentes más largos de Europa y estaba situado a unos 2 km al sur de donde se encuentra el puente actual. Le fue difícil sobrevivir a la ruptura anual del hielo; un tercio se derribó en 1811 y la mayor parte de él en 1858.

### El segundo puente
Con la creación del puerto de Värtan, el puente original obstruía el tráfico marítimo en el estrecho. La ciudad de Estocolmo lo compró en 1883, y lo sustituyó en 1884 por uno nuevo que medía 12 metros de ancho y contaba con dos secciones móviles en cada extremo para permitir el paso de embarcaciones. Este puente se encontraba cerca de donde se encuentra el actual. El nivel de la calzada estaba a sólo 10-15 centímetros de la superficie del agua, por lo que hasta los vientos más moderados hacían que fuese muy difícil cruzarlo. La estabilidad lateral estaba asegurada gracias a unos troncos sujetos al puente cada 24 metros y anclados al fondo. El uso de troncos en lugar de cadenas aumentó de forma eficaz la flotabilidad general del puente cuando había marea baja –a menudo, el trazo del puente serpenteaba a través del agua, y la inclinación de la calzada en ambos extremos hizo necesario el uso de más caballetes. El puente empezó a ser utilizado por camiones pesados, para los que no estaba construido. La ruptura del hielo destruyó una tercera parte del puente en 1918.

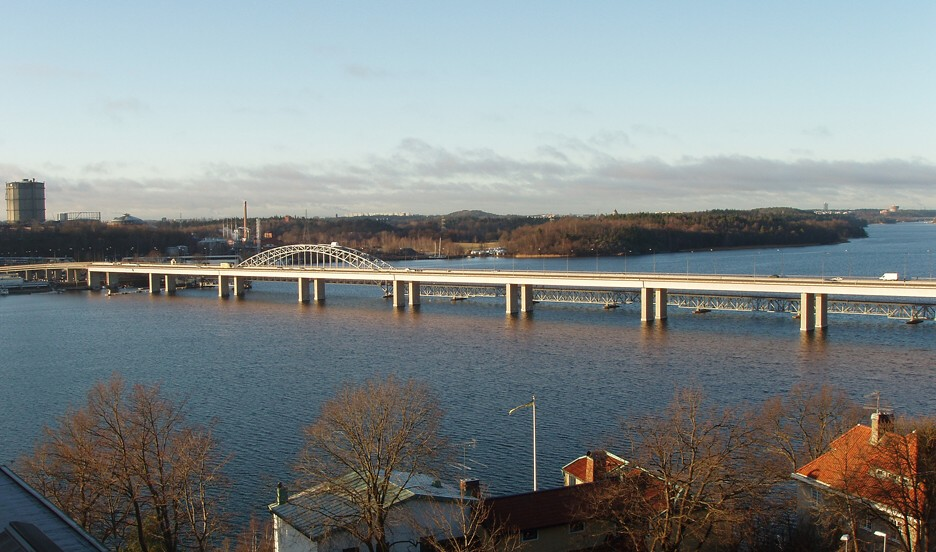
Los dos puentes unen Lidingö con Estocolmo. Vistas de Ropsten desde el Hotel Foresta. Delante, el último puente, construido en 1971.

### El antiguo puente de Lidingö
A finales de la Segunda Guerra Mundial, el aumento del número de automóviles hizo necesaria la construcción de un puente más preparado, y en 1925, un puente metálico de celosía, de 9,1 metros de ancho, con una calzada de 6,7 metros, reemplazó definitivamente al segundo puente. Éste contaba con dos vías de ferrocarril en la misma calzada que la carretera.
Para evitar la cimentación en la máxima profundidad se utilizó una estructura de celosía en arco de 140 metros de longitud, y para dar una holgura horizontal de 5,3 metros, se proporcionó al puente una tapa simple de 20 metros de longitud.
Tras la construcción del puente nuevo, en el viejo no se permite la circulación de vehículos. Cuenta con una vía férrea, que ahora se considera tranvía (Lidingöbanan). La otra mitad del puente se usa para el paso de bicicletas y peatones.

### El nuevo puente de Lidingö
Sin embargo, alrededor de los años 50, el puente viejo se había vuelto insuficiente, debido al crecimiento de la población de Lidingö y del tráfico. Ambos municipios se reunieron en 1961, y el año siguiente, acordaron que se debería ubicar un nuevo puente al sur del viejo. El puente nuevo, inaugurado en 1971, mide 997 metros de longitud, 24 metros de ancho, y ofrece un espacio horizontal de 12,5 metros, mientras que la calzada pasa 75 metros por encima del final del estrecho. La parte de puente que pasa sobre el agua, de 724 metros, está construida con vigas dobles con un arco máximo de 73,5 metros. La construcción entera se asienta sobre postes de acero rellenos de hormigón.

## Galería de imágenes

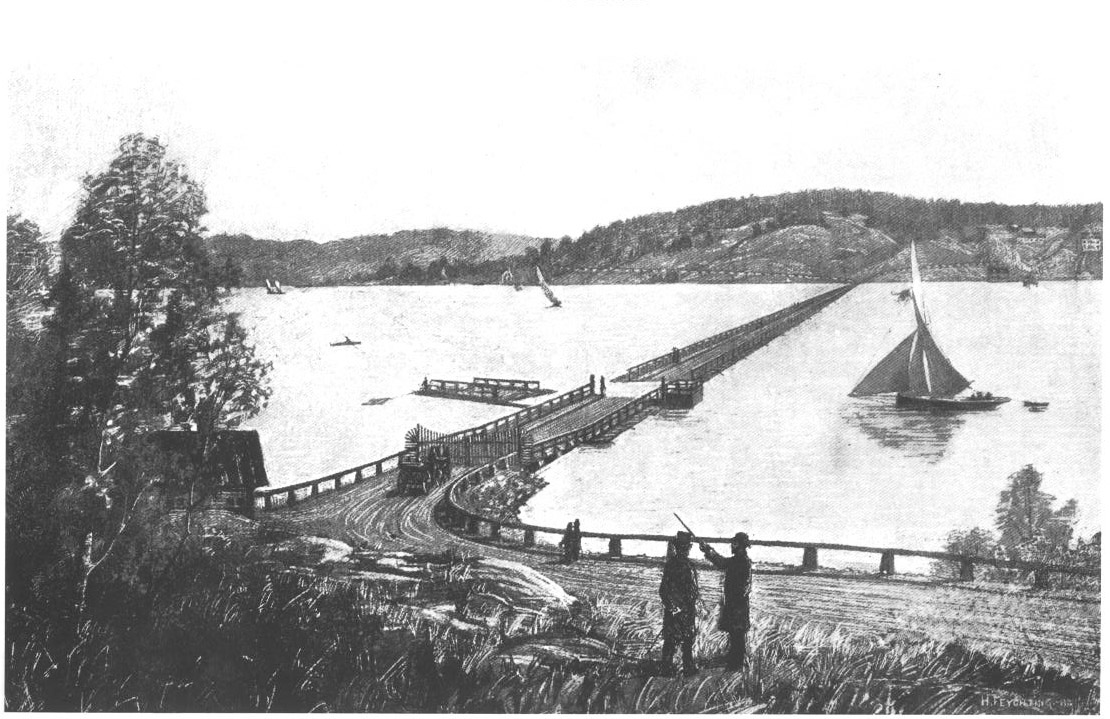
Segundo puente, construido en 1884. Vista desde Ropsten.
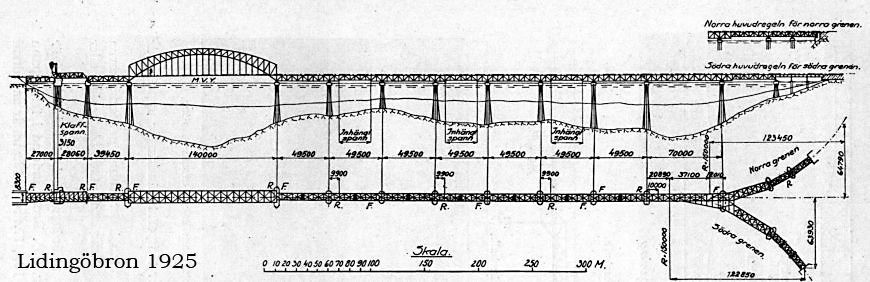
Dibujo del puente viejo de Lidingö, construido en 1925.
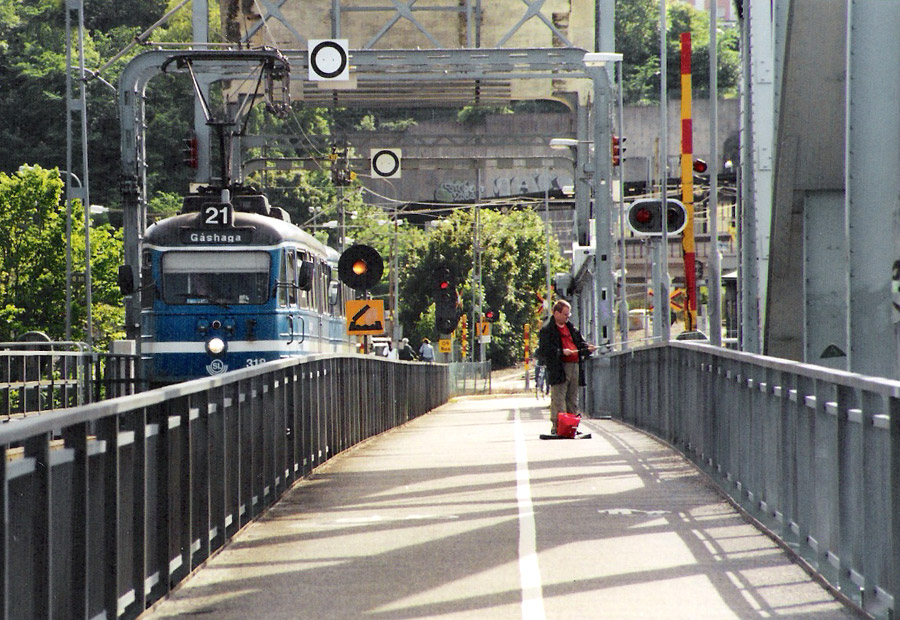
Vista desde el puente construido en 1925, con un tranvía dirigiéndose hacia Gåshaga y un hombre pescando.

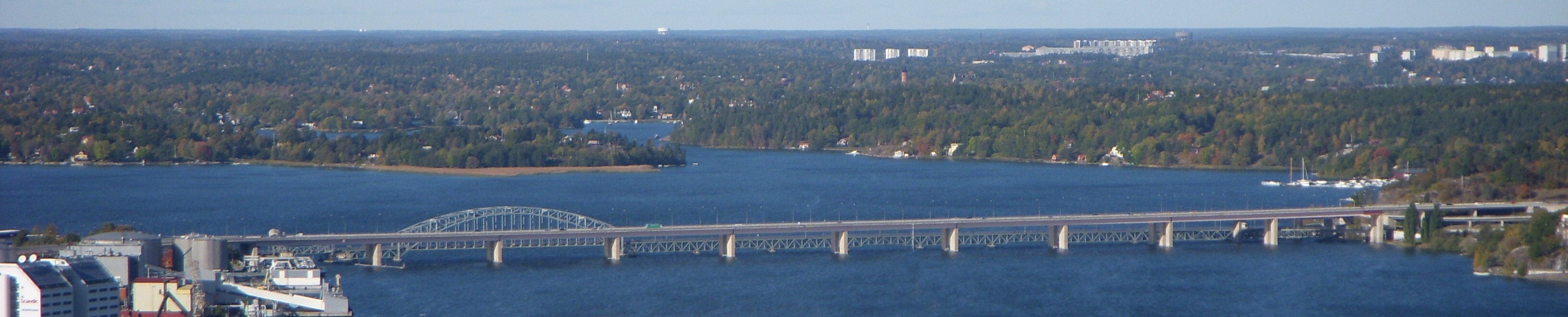
Los puentes de Lidingö. Vista desde Kaknästornet, al noreste. En el primer plano, el nuevo puente; a la izquierda, la ciudad de Ropsten. Foto: Holger Ellgaard. Octubre de 2009.